# رباط إسكي فخذي
رباط إسكي فخذي (بالإنجليزية: Ischiofemoral ligament)‏ أو الرباط الأسيخي الفخذي أو رباط إسكي محفظي; رباط بيرتين يتكون من شريط ثلاثي من الألياف القوية على الجانب الخلفي من مفصل الورك. تمتد أليافها من عظم الإسك عند نقطة أسفل الحَق لتنسجم مع الألياف الدائرية في الطرف الخلفي من كبسولة المفصل وتعلق في خط ما بين المدورين لعظم الفخذ. وجدت الدراسات على الجثث البشرية أن هذا الرباط يحد من الدوران الداخلي للورك، بغض النظر عما إذا كان الورك مرنًا أو ممدودًا أو في وضع محايد.

## روابط خارجية
- Anatomy figure at Human Anatomy Online, SUNY Downstate Medical Center
- lljoints at The Anatomy Lesson by Wesley Norman (Georgetown University)